# Eugenol
Eugenol is een organische verbinding met als brutoformule C10H12O2. De stof komt voor als een lichtgele en viskeuze vloeistof met een kenmerkende geur. Eugenol is namelijk de stof die zowel kruidnagel als basilicum haar specifieke geur geeft.

## Voorkomen
Eugenol komt in veel soorten planten voor. Etherische olie van kruidnagel en kaneelblad bestaan voor het grootste deel uit eugenol. Het is de stof die de kenmerkende geur bij sommige tandartsen veroorzaakt.

## Synthese
Eugenol wordt voornamelijk geïsoleerd uit kruidnagelolie.

## Toepassingen
Eugenol is een veel gebruikte geur- en smaakstof in medicijnen, cosmetica, en levensmiddelen. Daarnaast is het een grondstof voor de productie van onder meer isoeugenol en vanilline. In tandheelkunde wordt eugenol in combinatie met zinkoxide gebruikt als vullingsmateriaal; zinkoxide eugenol.